# سجناء الشمس (فلم)
سجناء الشمس (بالإنجليزية: Prisoners of the Sun (film)) هو فيلم رعب.

## بطولة
- جون رايز-ديفيس

## روابط خارجية
- سجناء الشمس على موقع IMDb (الإنجليزية)
- سجناء الشمس على موقع روتن توميتوز (الإنجليزية)
- سجناء الشمس على موقع ألو سيني (الفرنسية)
- سجناء الشمس على موقع أول موفي (الإنجليزية)
- سجناء الشمس على موقع قاعدة بيانات الفيلم (الإنجليزية)
- سجناء الشمس على موقع ليتربوكسد (الإنجليزية)
- سجناء الشمس على موقع كينوبويسك (الروسية)